# Heinerscheid

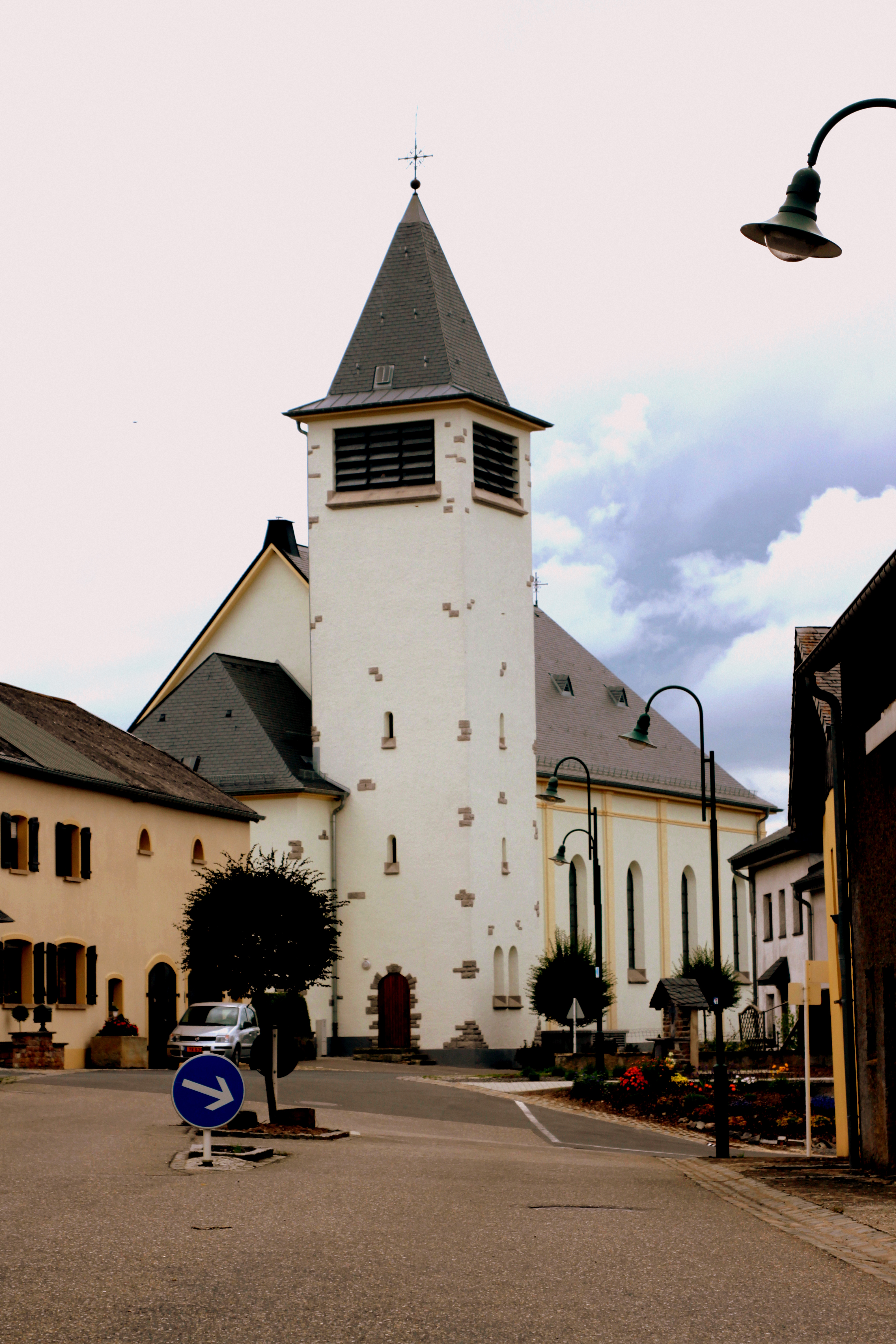
Sint-Quirinuskerk

Heinerscheid (Luxemburgs: Hengescht) is een plaats en voormalige gemeente in het Luxemburgse kanton Clervaux. Op 1 januari 2012 werd het bij Clervaux gevoegd.
De gemeente had een totale oppervlakte van 33,99 km² en telde 1098 inwoners op 1 januari 2007.

## Ontwikkeling van het inwoneraantal
| Jaar                              | 2001 | 2002 | 2003 | 2004 | 2005 |
| --------------------------------- | ---- | ---- | ---- | ---- | ---- |
| Inwoneraantal                     | 949  | 983  | 1005 | 1036 | 1056 |
| Opmerking: tellingen op 1 januari |      |      |      |      |      |

## Plaatsen in de gemeente
- Fischbach
- Grindhausen
- Heinerscheid
- Hupperdange
- Kalborn
- Lieler

## Bezienswaardigheden
- Sint-Quirinuskerk

Zie ook
- Lijst van beschermd erfgoed in de gemeente Heinerscheid

## Nabijgelegen kernen
Kalborn, Lieler, Weiswampach, Breidfeld, Grindhausen, Fischbach
Drauffelt · Eselborn · Fischbach · Grindhausen · Heinerscheid · Hupperdange · Kalborn · Lieler · Marnach · Mecher · Munshausen · Reuler · Roder · Siebenaler · Urspelt · Weicherdange

Luxemburgse gemeenten · Kanton Clervaux · Luxemburg